# 今井一曉
今井一曉（日语：／ Kazuaki Imai，1976 年—），日本男性動畫導演。從導演哆啦A夢電視動畫出身，2018年首次執導哆啦A夢電影大雄的金銀島。

## 主要作品
電視動畫
- 《哆啦A夢》（分鏡、演出）
- 《帕羅魯的未來島》（導演）[2]

電影
- 《飆速宅男》劇場版（分鏡、演出）
- 《哆啦A夢電影系列》[2]
  - 《大雄的金銀島》（2018年，導演）[3]
  - 《大雄的新恐龍》（2020年，導演）
  - 《大雄的地球交響樂》（2024年，導演）[4]

## 外部來源
- 『映画ドラえもん のび太の宝島』デザインTシャツ発売記念！ 今井一暁監督インタビュー-SHIPS MAG（日語）